# Переулок Усыскина
Переулок Усы́скина — переулок в Калининском районе Санкт-Петербурга. Проходит от площади Калинина до улицы Васенко в историческом районе Полюстрово.

## История
Ранее (с августа 1940 года) в этом районе существовал переулок Усыскина, названный в память об испытателе-стратонавте И. Д. Усыскине, погибшем во время рекордного полета на стратосферном аэростате «Осоавиахим-1» в 1934 году. В 1950—1960-е годы название было утрачено в связи с застройкой микрорайона. В 2006 году городская топонимическая комиссия Санкт-Петербурга приняла решение о возвращении этого названия на карту города.

## Пересечения
Примыкает к:
- площади Калинина
- улице Васенко